# Nordtorp
Nordtorp (dansk), Norddorf auf Amrum (tysk) eller Noorsaarep üüb Oomram (nordfrisisk) er en landsby og kommune beliggende på den nordfrisiske ø Amrum i Nordfrisland i det vestlige Sydslesvig. Administrativt hører kommunen under Nordfrislands kreds i den nordtyske delstat Slesvig-Holsten. Kommunen samarbejder på administrativt plan med andre kommuner i omegnen i Før-Amrum kommunefællesskab (Amt Föhr-Amrum). I kirkelig henseende ligger byen i Sankt Clemens Sogn (Amrum Sogn). Sognet lå som Kongeriske enklave i Før Vesterherred (Ribe Amt), da området tilhørte Danmark.

## Geografi
Kommunen dækker geografisk cirka en tredjedel af øen. Byen er overvejende beliggende på øens gest-kerne. Området nord og vest af byen er præget af store klitter og plantager.  Her ligger med 32 meter højde også øens høeste punkt A Siatler. Lidt syd for byen ligger øens bevarede fuglekøje. Mod øst begynder vadehavet. 

## Historie
Nordtorp er den ældste af øens byer. Navnet er første gang dokumenteret 1462. Ved siden af Nordtorp blev den også omtalt som Nørreende. Den nuværende kommune blev dannet i juli 1925. Før var byen en del af Amrums forhenværende ø-kommune. Samme år udbrud der en stor brand i landsbyens historiske kerne, hvorfor i dag mange bygninger i Nordtorp står uden stråtag. Indtil 1940 rådede byen over en lille havnebro ved Knipsanden (Knibsand), hvorfra færgen til Hørnum på Sild afgik. Havnen blev på grund af sandflugt flere gange flyttet mod nord, indtil den helt måtte lukkes.

## Kendte
De dansk-nordfrisiske forfattere Knut Jungbohn Clement (1803 - 1873) og Christian Johansen (1820 - 1872) samt fotografen Georg Quedens (1934) kom fra Nordtorp (Nordtrup).